# ويليام هنري ارين
ويليام هنري ارين (بالإنجليزية: William Henry Warren)‏ هو مهندس أسترالي، ولد في 2 فبراير 1852 في برستل في المملكة المتحدة، وتوفي في 9 يناير 1926 في سيدني في أستراليا.